# Dorria dalecarlica
Dorria dalecarlica är en hjuldjursart som beskrevs av Myers 1933. Dorria dalecarlica ingår i släktet Dorria och familjen Dicranophoridae. Inga underarter finns listade i Catalogue of Life.